# Trop de filles, pas assez de temps
Pour plus de détails, voir Fiche technique et Distribution.
Trop de filles, pas assez de temps (Def Jam's How to Be a Player) est une comédie américaine de Lionel C. Martin, sorti en 1997.

## Fiche technique
- Titre original : Def Jam's How to Be a Player
- Titre français : Trop de filles, pas assez de temps
- Réalisation : Lionel C. Martin
- Scénario : Mark Brown et Demetria Johnson
- Histoire originale : Mark Brown
- Production : Mark Burg, Todd R. Baker, Russell Simmons et Preston Holmes
- Musique : Darren Floyd
- Photographie : Ross Berryman
- Montage : William Young
- Société de distribution : PolyGram Filmed Entertainment
- Pays d'origine :  États-Unis
- Langue : Anglais
- Format : Couleur - 35 mm
- Genre : Comédie
- Durée : 93 minutes
- Dates de sortie :
  - États-Unis : 6 août 1997
  - France : 1999 (Directement en vidéo)

## Distribution
- Bill Bellamy : Drayton "Dray" Jackson
- Natalie Desselle : Jennifer "Jenny" Jackson
- Lark Voorhies : Lisa
- Mari Morrow : Katrina (l'ami de Jenny)
- Pierre Edwards : David
- Bernie Mac : Buster
- BeBe Drake : Mama Jackson
- Jermaine 'Huggy' Hopkins : Kilo
- Anthony Johnson : Spootie
- Max Julien : l'oncle Fred
- Beverly Johnson : Robin
- Gilbert Gottfried : Tony le portier
- Stacii Jae Johnson : Sherri
- Elise Neal : Nadine
- J. Anthony Brown : l'oncle Snook
- Amber Smith : Amber